# Campeonato Uruguayo de Primera División 2021
El Campeonato Uruguayo 2021 fue el 118.º torneo de primera división del fútbol uruguayo organizado por la AUF, correspondiente al año 2021. El torneo llevó el nombre de Tabaré Vázquez, expresidente de la República Oriental del Uruguay y presidente del Club Atlético Progreso hasta 1989.

## Sistema de disputa
El sistema para esta edición, que empezó más tarde de lo usual (8 de mayo) por motivo del retraso en la definición del torneo de 2020 (extendiéndose hasta abril de 2021 por la pandemia de coronavirus), consistió en un formato más reducido que en las ediciones anteriores, contando con un Torneo Apertura y Torneo Clausura, pero suprimiéndose el Torneo Intermedio, que se ubicaba entre los dos restantes en el calendario. Tanto el Apertura como el Clausura se jugaron con 16 equipos en 15 fechas todos contra todos. Por otro lado, el Intermedio es una competición dividida en dos series, ambas de 8 equipos, determinados por su ubicación en la tabla del Torneo Apertura: si el equipo acabó en una posición impar pertenece a una serie, y si resultó en una par, a la otra. El formato también es todos contra todos en 7 fechas, los ganadores de cada serie juegan un partido para determinar al campeón del Torneo Intermedio. Cada torneo mencionado suma puntos para la tabla anual.
Para determinar el campeón uruguayo de la temporada, se jugó una semifinal entre los campeones del Apertura y Clausura, accediendo el ganador a la final contra el club que más puntos sumó en la tabla anual.
Usualmente, como Uruguay carece de una copa nacional interdivisional, el campeón de la Supercopa Uruguaya se define entre el campeón de la Liga Uruguaya y el ganador del Torneo Intermedio. En este caso, al no disputarse tal certamen, resta la confirmación de la AUF si dicho torneo se disputa igual y bajo qué modalidad. 
En cuanto a los cupos a competiciones internacionales, el proceso es el siguiente:
- A) El campeón del Campeonato Uruguayo, clasificará como Uruguay 1 a la Copa Libertadores inmediata siguiente.

- B) El vicecampeón (perdedor de la final del Campeonato Uruguayo si se disputa, y en caso contrario, el mejor ubicado en la Tabla Anual, exceptuando al campeón uruguayo) clasificará como Uruguay 2 a la Copa Libertadores inmediata siguiente.

- C) El mejor ubicado en la Tabla Anual de la Temporada, excluyendo al campeón y vicecampeón, clasificará como Uruguay 3 a la fase previa de la Copa Libertadores inmediata siguiente. De contemplarse otro cupo para la AUF, el cupo de Uruguay 4 que disputará la fase previa de la Copa Libertadores, será el siguiente en la clasificación de la Tabla Anual. (literal G).

- D) El campeón del Torneo Apertura o Clausura, que no hubiere resultado campeón o vicecampeón del Campeonato Uruguayo ni hubiere obtenido la ubicación prevista en el literal C) del presente artículo, clasificará como Uruguay 1 a la Copa Sudamericana inmediata siguiente

- F) Los clubes no contemplados en los literales precedentes que obtengan la mejor ubicación en la Tabla Anual, clasificarán a la Copa Sudamericana inmediata siguiente, con los números correspondientes al orden deportivo determinado por la Tabla Anual, completando los 4 cupos definitivos a dicho Torneo.

- G) En el caso de que la Conmebol amplíe de forma permanente o de manera transitoria el cupo de clubes de AUF a disputar cualquiera de los torneos internacionales que organiza, la clasificación a los mismos emanará de la tabla anual de la temporada respectiva, de acuerdo con los criterios deportivos previamente establecidos supra, para las Copas Libertadores y Sudamericana, aplicando los corrimientos respectivos.[1][2][3][4]

## Equipos participantes

### Ascensos y descensos
Un total de 16 equipos disputarán el campeonato, incluyendo 13 equipos de la Primera División de Uruguay 2020 y tres ascendidos desde la Segunda División de Uruguay 2020.
| Club           | Ascendido como                         |
| -------------- | -------------------------------------- |
| Cerrito        | Campeón Segunda División 2020          |
| Villa Española | Subcampeón Segunda División 2020       |
| Sud América    | Ganador Play-Off Segunda División 2020 |

| Club              | Descendido como              |
| ----------------- | ---------------------------- |
| Defensor Sporting | 14.° Tabla del descenso 2020 |
| Danubio           | 15.° Tabla del descenso 2020 |
| Cerro             | 16.° Tabla del descenso 2020 |

### Información de equipos
Datos hasta antes del inicio del torneo. Todos los datos estadísticos corresponden únicamente a los Campeonatos Uruguayos organizados por la Asociación Uruguaya de Fútbol, no se incluyen los torneos de la FUF de 1923, 1924 ni el Torneo del Consejo Provisorio 1926 en las temporadas contadas. Las fechas de fundación de los equipos son las declaradas por los propios clubes implicados.
| Equipo               | Ciudad                 | Estadio de localía               | Capacidad | Fundación                | Temporadas | Temp. Consecutivas | Títulos | Indumentaria      | 2020 | Aforo permitido en el Torneo Clausura 2021 |
| Boston River         | Montevideo             | Juventud Parque Artigas          | 12 000    | 20 de febrero de 1939    | 6          | 6                  | 0       | Mgr Sport         | 13°  | 4 800 espectadores                         |
| Cerrito              | Montevideo             | Luis Franzini                    | 16 000    | 28 de octubre de 1929    | 7          | 1                  | 0       | Joma              |      | 5 600 espectadores                         |
| Cerro Largo          | Melo                   | Municipal Arq. Antonio E. Ubilla | 10.000    | 19 de noviembre de 2002  | 8          | 3                  | 0       | Matgeor           | 6.º  | 4 000 espectadores                         |
| Deportivo Maldonado  | Maldonado              | Domingo Burgueño Miguel          | 25 000    | 25 de agosto de 1928     | 8          | 2                  | 0       | Joma              | 11.º | 10 000 espectadores                        |
| Fénix                | Montevideo             | Parque Capurro                   | 5 500     | 7 de julio de 1916       | 39         | 12                 | 0       | Mgr Sport         | 7.º  | 2 440 espectadores                         |
| Liverpool            | Montevideo             | Belvedere                        | 8 384     | 15 de febrero de 1915    | 78         | 5                  | 0       | Mgr Sport         | 2.º  | 3 354 espectadores                         |
| Montevideo City      | Montevideo             | Luis Franzini                    | 16 000    | 26 de diciembre de 2007  | 3          | 2                  | 0       | Puma              | 4.º  | 24 094 espectadores                        |
| Montevideo Wanderers | Montevideo             | Parque Alfredo Víctor Viera      | 15 000    | 15 de agosto de 1902     | 104        | 21                 | 3       | Umbro             | 5.º  | 6 000 espectadores                         |
| Nacional             | Montevideo             | Gran Parque Central              | 34 000    | 14 de mayo de 1899       | 116        | 116                | 48      | Umbro             | 1.º  | 13 600 espectadores                        |
| Peñarol              | Montevideo             | Campeón del Siglo                | 40 005    | 28 de septiembre de 1891 | 115        | 92                 | 50      | Puma              | 3.º  | 16 002 espectadores                        |
| Plaza Colonia        | Colonia del Sacramento | Juan Gaspar Prandi               | 6 000     | 22 de abril de 1917      | 10         | 3                  | 0       | Mgr Sport         | 10.º | 2 400 espectadores                         |
| Progreso             | Montevideo             | Abraham Paladino                 | 5 400     | 30 de abril de 1917      | 25         | 4                  | 1       | Mgr Sport         | 14.º | 2 160 espectadores                         |
| Rentistas            | Montevideo             | Complejo Rentistas               | 10.600    | 26 de marzo de 1933      | 28         | 2                  | 0       | Kelme             | 9.º  | 4 240 espectadores                         |
| River Plate          | Montevideo             | Parque Federico Omar Saroldi     | 5.165     | 11 de mayo de 1932       | 73         | 18                 | 0       | Mgr Sport         | 8.º  | 2 066 espectadores                         |
| Sud América          | Montevideo             | Jardines del Hipódromo           | 18 000    | 15 de febrero de 1914    | 51         | 1                  | 0       | Starbade          |      | 3 200 espectadores                         |
| Villa Española       | Montevideo             | Obdulio Varela                   | 8 000     | 18 de agosto de 1940     | 7          | 1                  | 0       | Cultura de Barrio |      | 3 200 espectadores                         |

- Posición en 2020 en la tabla anual.

## Entrenadores
| Equipo               | Entrenador inicial                                            | Entrenadores sustitutos |
| -------------------- | ------------------------------------------------------------- | ----------------------- |
| Boston River         | Juan Tejera (7 partidos / hasta 7.ª apertura)                 | Ignacio Ithurralde      |
| Cerrito              | Roland Marcenaro                                              | Roland Marcenaro        |
| Cerro Largo          | Danielo Núñez                                                 | Danielo Núñez           |
| Deportivo Maldonado  | Francisco Palladino                                           | Francisco Palladino     |
| Fénix                | Juan Ramón Carrasco (7 partidos / hasta 7.ª Apertura)         | Ignacio Pallas          |
| Liverpool            | Marcelo Méndez (6 partidos / hasta 6.ª apertura)              | Jorge Bava              |
| Montevideo City      | Pablo Marini (8 partidos / hasta 8.ª Apertura)                | Román Cuello            |
| Montevideo Wanderers | Daniel Carreño                                                | Daniel Carreño          |
| Nacional             | Alejandro Cappuccio (15 partidos / hasta 15.ª fecha Apertura) | Martín Ligüera          |
| Peñarol              | Mauricio Larriera                                             | Mauricio Larriera       |
| Plaza Colonia        | Eduardo Espinel                                               | Eduardo Espinel         |
| Progreso             | Maximiliano Viera (15 partidos / hasta 15.ª fecha Apertura)   | Álvaro Fuerte           |
| Rentistas            | Martín Varini (19 partidos/hasta 4.ª fecha Clausura)          | Diego Jaume             |
| River Plate          | Gustavo Díaz                                                  | Gustavo Díaz            |
| Sud América          | Claudio Biaggio (19 partidos / hasta 4.ª fecha Clausura)      | Luis "Ronco" López      |
| Villa Española       | Bruno Piano (6 partidos / hasta 6.ª fecha Apertura)           | Julio Mozzo             |

## Clasificación

### Torneo Apertura
| Pos. | Equipo               | Pts. | PJ | G  | E | P | GF | GC | Dif. |  |
| ---- | -------------------- | ---- | -- | -- | - | - | -- | -- | ---- |  |
| 1    | Plaza Colonia (C)    | 36   | 15 | 11 | 3 | 1 | 20 | 7  | +13  |  |
| 2    | Nacional             | 29   | 15 | 9  | 2 | 4 | 23 | 12 | +11  |  |
| 3    | Peñarol              | 28   | 15 | 7  | 7 | 1 | 22 | 10 | +12  |  |
| 4    | Liverpool            | 27   | 15 | 8  | 3 | 4 | 38 | 20 | +18  |  |
| 5    | River Plate          | 26   | 15 | 7  | 5 | 3 | 27 | 20 | +7   |  |
| 6    | Montevideo City      | 25   | 15 | 8  | 1 | 6 | 26 | 19 | +7   |  |
| 7    | Fénix                | 21   | 15 | 6  | 3 | 6 | 20 | 22 | −2   |  |
| 8    | Cerro Largo          | 20   | 15 | 6  | 2 | 7 | 20 | 22 | −2   |  |
| 9    | Cerrito              | 19   | 15 | 5  | 4 | 6 | 14 | 15 | −1   |  |
| 10   | Sud América          | 18   | 15 | 5  | 3 | 7 | 15 | 22 | −7   |  |
| 11   | Montevideo Wanderers | 17   | 15 | 5  | 2 | 8 | 12 | 15 | −3   |  |
| 12   | Rentistas            | 16   | 15 | 4  | 4 | 7 | 12 | 21 | −9   |  |
| 13   | Boston River         | 14   | 15 | 3  | 5 | 7 | 14 | 19 | −5   |  |
| 14   | Deportivo Maldonado  | 14   | 15 | 3  | 5 | 7 | 11 | 22 | −11  |  |
| 15   | Progreso             | 11   | 15 | 2  | 5 | 8 | 13 | 26 | −13  |  |
| 16   | Villa Española       | 9    | 15 | 1  | 6 | 8 | 14 | 26 | −12  |  |

 Fuente: AUF
|  | Campeón del Torneo Apertura y clasificado a la semifinal del Campeonato Uruguayo. |

### Torneo Clausura
| Pos. | Equipo               | Pts. | PJ | G | E | P  | GF | GC | Dif. |  |
| ---- | -------------------- | ---- | -- | - | - | -- | -- | -- | ---- |  |
| 1    | Peñarol (C)          | 32   | 15 | 9 | 5 | 1  | 27 | 11 | +16  |  |
| 2    | Nacional             | 30   | 15 | 8 | 4 | 3  | 23 | 15 | +8   |  |
| 3    | Montevideo Wanderers | 27   | 15 | 8 | 3 | 4  | 23 | 18 | +5   |  |
| 4    | Cerro Largo          | 26   | 15 | 6 | 9 | 0  | 24 | 11 | +13  |  |
| 5    | Montevideo City      | 25   | 15 | 7 | 4 | 4  | 26 | 19 | +7   |  |
| 6    | Progreso             | 25   | 15 | 7 | 4 | 4  | 12 | 7  | +5   |  |
| 7    | Boston River         | 22   | 15 | 6 | 4 | 5  | 24 | 25 | −1   |  |
| 8    | Cerrito              | 21   | 15 | 6 | 3 | 6  | 20 | 22 | −2   |  |
| 9    | Plaza Colonia        | 20   | 15 | 5 | 5 | 5  | 20 | 18 | +2   |  |
| 10   | Fénix                | 19   | 15 | 4 | 7 | 4  | 18 | 18 | 0    |  |
| 11   | Deportivo Maldonado  | 17   | 15 | 5 | 2 | 8  | 13 | 18 | −5   |  |
| 12   | River Plate          | 16   | 15 | 4 | 4 | 7  | 18 | 22 | −4   |  |
| 13   | Liverpool            | 15   | 15 | 4 | 3 | 8  | 15 | 19 | −4   |  |
| 14   | Rentistas            | 14   | 15 | 4 | 2 | 9  | 18 | 24 | −6   |  |
| 15   | Sud América          | 13   | 15 | 3 | 4 | 8  | 14 | 26 | −12  |  |
| 16   | Villa Española       | 6    | 15 | 1 | 3 | 11 | 12 | 34 | −22  |  |

Actualizado a los partidos jugados el 5 de diciembre de 2021.
 Fuente: AUF
Notas:
1. ↑  Nacional fue adjudicado con 2 puntos, reclamados ante el Tribunal de Apelaciones en el partido ante Cerro Largo.[5]
2. ↑  Cerro Largo se le restó 1 punto por el partido ante Nacional.[5]

|  | Campeón del Torneo Clausura y clasificado a la semifinal del Campeonato Uruguayo. |

## Tabla anual
| Pos. | Equipo               | Pts. | PJ | G  | E  | P  | GF | GC | Dif. |  |
| ---- | -------------------- | ---- | -- | -- | -- | -- | -- | -- | ---- |  |
| 1    | Peñarol              | 60   | 30 | 16 | 12 | 2  | 49 | 21 | +28  |  |
| 2    | Nacional             | 59   | 30 | 17 | 6  | 7  | 46 | 29 | +17  |  |
| 3    | Plaza Colonia        | 56   | 30 | 16 | 8  | 6  | 40 | 25 | +15  |  |
| 4    | Montevideo City      | 50   | 30 | 15 | 5  | 10 | 51 | 38 | +13  |  |
| 5    | Cerro Largo          | 48   | 30 | 12 | 11 | 7  | 44 | 33 | +11  |  |
| 6    | Montevideo Wanderers | 44   | 30 | 13 | 5  | 12 | 35 | 34 | +1   |  |
| 7    | Liverpool            | 42   | 30 | 12 | 6  | 12 | 53 | 39 | +14  |  |
| 8    | River Plate          | 42   | 30 | 11 | 9  | 10 | 45 | 42 | +3   |  |
| 9    | Fénix                | 40   | 30 | 10 | 10 | 10 | 37 | 39 | −2   |  |
| 10   | Cerrito              | 40   | 30 | 11 | 7  | 12 | 34 | 37 | −3   |  |
| 11   | Progreso             | 36   | 30 | 9  | 9  | 12 | 25 | 32 | −7   |  |
| 12   | Boston River         | 36   | 30 | 9  | 9  | 12 | 38 | 44 | −6   |  |
| 13   | Deportivo Maldonado  | 31   | 30 | 8  | 7  | 15 | 21 | 40 | −19  |  |
| 14   | Sud América          | 31   | 30 | 8  | 7  | 15 | 29 | 48 | −19  |  |
| 15   | Rentistas            | 30   | 30 | 8  | 6  | 16 | 30 | 45 | −15  |  |
| 16   | Villa Española       | 14   | 30 | 2  | 9  | 19 | 26 | 60 | −34  |  |

Actualizado a los partidos jugados el 5 de diciembre de 2021.
 Fuente: AUF
Notas:
1. ↑  Nacional fue adjudicado con 2 puntos, reclamados ante el Tribunal de Apelaciones en el partido ante Cerro Largo.[6]
2. ↑  Cerro Largo se le restó 1 punto por el partido ante Nacional.[6]

|  | Clasificado a la Final del Campeonato Uruguayo 2021 y a la Fase de grupos de la Copa Libertadores 2022. |
|  | Clasificado a la Fase de grupos de la Copa Libertadores 2022.                                           |
|  | Clasificado a la Fase 2 de la Copa Libertadores 2022.                                                   |
|  | Clasificado a la Fase 1 de la Copa Libertadores 2022.                                                   |
|  | Clasificado a la Copa Sudamericana 2022.                                                                |

## Definición del campeonato
| Equipo        | Método de clasificación     |
| ------------- | --------------------------- |
| Plaza Colonia | Ganador del Torneo Apertura |
| Peñarol       | Ganador del Torneo Clausura |
| Peñarol       | Ganador de la Tabla anual   |

|  | Semifinal     | Semifinal |  |  | Final   | Final | Final |
|  |               |           |  |  |         |       |       |
|  |               |           |  |  |         |       |       |
|  | Plaza Colonia | 1 (7)     |  |  |         |       |       |
|  | Peñarol (p.)  | 1 (8)     |  |  |         |       |       |
|  |               |           |  |  |         |       |       |
|  |               |           |  |  | Peñarol | -     | -     |
|  |               |           |  |  | Peñarol | -     | -     |
|  |               |           |  |  |         |       |       |

### Semifinal
| Semifinal; 7 de diciembre | Plaza Colonia                                                                                          | 1:1 (1:1, 1:1) (t. s.)(7:8 p.) | Peñarol | Estadio Centenario, Montevideo                                                     |                                                                                    |
| 20:30 (UTC-3)             | López 35' (pen.)                                                                                       | Reporte                        | Torres 40' | Asistencia: 49 687 espectadores Árbitro(s): Daniel Fedorczuk VAR: Esteban Ostojich | Asistencia: 49 687 espectadores Árbitro(s): Daniel Fedorczuk VAR: Esteban Ostojich |
|                           | | Tiros desde el punto penal     | |                                                                                    |                                                                                    |
|                           | Cruz Mascia · Ruiz Díaz · Umeres · Calleros · Leonai Souza · Suhr · Redín · Olivera Moreira · Zeballos |                                | Álvarez Martínez · Musto · Canobbio · Bentancourt · Álvarez Wallace · Busquets · Elizalde · González · Gaitán |                                                                                    |                                                                                    |

|                                          |
| Campeón Uruguayo 2021 Peñarol 51º título |

## Tabla del descenso
Habrá tres descensos directos al torneo de Segunda División 2022. El criterio de descenso sería el tradicional en el Campeonato Uruguayo; una tabla de promedios sumando los puntos obtenidos de las últimas dos temporadas: Campeonato Uruguayo 2020 y Campeonato Uruguayo 2021, en el que los tres peores clasificados al final de la temporada, descienden.
Para obtener el cociente se suma la cantidad de puntos obtenidos y se divide entre los partidos jugados.
| Pos.                                         | Equipo               | PJ 2020 | Pts. 2020 | PJ 2021 | Pts. 2021 | PJ | Pts. | DG  | Prom. |
| -------------------------------------------- | -------------------- | ------- | --------- | ------- | --------- | -- | ---- | --- | ----- |
| 1.°                                          | Nacional             | 37      | 69        | 30      | 59        | 67 | 128  | +36 | 1.910 |
| 2.°                                          | Peñarol              | 37      | 65        | 30      | 60        | 67 | 125  | +46 | 1.866 |
| 3.°                                          | Montevideo City      | 37      | 61        | 30      | 50        | 67 | 111  | +38 | 1.657 |
| 4.°                                          | Liverpool            | 37      | 65        | 30      | 42        | 67 | 107  | +34 | 1.597 |
| 5.°                                          | Plaza Colonia        | 37      | 46        | 30      | 56        | 67 | 102  | +20 | 1.522 |
| 6.°                                          | Cerro Largo          | 37      | 50        | 30      | 48        | 67 | 98   | +14 | 1.463 |
| 7.°                                          | Montevideo Wanderers | 37      | 52        | 30      | 44        | 67 | 96   | −3  | 1.433 |
| 8.°                                          | River Plate          | 37      | 49        | 30      | 42        | 67 | 91   | +4  | 1.358 |
| 9.°                                          | Cerrito              | –       | –         | 30      | 40        | 30 | 40   | −3  | 1.333 |
| 10.°                                         | Fénix                | 37      | 49        | 30      | 40        | 67 | 89   | +2  | 1.328 |
| 11.°                                         | Rentistas            | 37      | 47        | 30      | 30        | 67 | 77   | −18 | 1.149 |
| 12.°                                         | Deportivo Maldonado  | 37      | 46        | 30      | 31        | 67 | 77   | −31 | 1.149 |
| 13.°                                         | Boston River         | 37      | 40        | 30      | 36        | 67 | 76   | −20 | 1.134 |
| 14.°                                         | Progreso (D)         | 37      | 38        | 30      | 36        | 67 | 74   | −15 | 1.104 |
| 15.°                                         | Sud América (D)      | –       | –         | 30      | 31        | 30 | 31   | −19 | 1.033 |
| 16.°                                         | Villa Española (D)   | –       | –         | 30      | 14        | 30 | 14   | −34 | 0.467 |
| Última actualización: 5 de diciembre de 2021 |                      |         |           |         |           |    |      |     |       |

|  | Descendieron al Campeonato Uruguayo de Segunda División 2022 |

## Tabla de Goleadores
- Actualizado al 17 de diciembre de 2021.

| Jugador                  | Club        | Goles | PJ | Prom. |
| ------------------------ | ----------- | ----- | -- | ----- |
| Maximiliano Silvera      | Cerrito     | 21    | 30 | 0.7   |
| Matías Arezo             | River Plate | 16    | 29 | 0.55  |
| Gonzalo Bergessio        | Nacional    | 15    | 29 | 0.52  |
| Federico Martínez        | Liverpool   | 14    | 28 | 0.52  |
| Agustín Álvarez Martínez | Peñarol     | 13    | 26 | 0.52  |

## Premios AUF
La AUF, con el apoyo de la Mutual Uruguaya de Futbolistas Profesionales, premia a los mejores jugadores, técnicos y árbitros del torneo. El Equipo Técnico de análisis para designar las premiaciones estuvo integrado por Eduardo Arismendi, Gustavo Bañales, Luciano Cafú Barbosa, Pablo Fandiño, Ernesto Filippi, Jorge Giordano, Richard Pellejero, Gregorio Pérez, Ignacio Risso, Rodrigo Romano y Jorge Seré.

### Premios mensuales
| Mes                         | Jugador del Mes                   | Joven Talento sub-21                | Mejor Gol del Mes                | Mejor atajada                    | Extra / Especial                                                                        | Fechas         | Referencia |
| --------------------------- | --------------------------------- | ----------------------------------- | -------------------------------- | -------------------------------- | --------------------------------------------------------------------------------------- | -------------- | ---------- |
| Mayo de 2021                | Juan Ignacio Ramírez Liverpool    | Agustín Álvarez Martínez Peñarol    | Nicolás Rodríguez River Plate    | Gonzalo Falcón Boston River      | -                                                                                       | 1-3 Apertura   | AUF        |
| Junio de 2021               | Federico Martínez Liverpool       | Matías Arezo River Plate            | Matías Arezo River Plate         | Rodrigo Formento Progreso        | Gonzalo Bergessio Nacional (Dos hat-trick) Facundo Silva Villa Española (Gol destacado) | 4-8 Apertura   | AUF        |
| Julio-2021                  | Santiago Mele Plaza Colonia       | Joaquín Sosa Rentistas              | Agustín Álvarez Martínez Peñarol | Gastón Guruceaga Montevideo City | -                                                                                       | 5-11 Apertura  | AUF        |
| Agosto-2021                 | Nicolás Dibble Plaza Colonia      | Sebastián Guerrero Montevideo City  | Matías Arezo River Plate         | Gonzalo Falcón Boston River      | -                                                                                       | 12-15 Apertura | AUF        |
| Septiembre de 2021          | Mauro Méndez Montevideo Wanderers | Mauro Silveira Montevideo Wanderers | Maureen Franco Fénix             | Sebastián Lentinelly Liverpool   | -                                                                                       | 1-3 Clausura   | AUF        |
| Octubre de 2021             | Leandro Otormín Cerro Largo       | Salomón Rodríguez Rentistas         | Maureen Franco Fénix             | Gastón Guruceaga Montevideo City | -                                                                                       | 4-9 Clausura   | AUF        |
| Noviembre-diciembre de 2021 | Facundo Torres Peñarol            | Alan Rodríguez Boston River         | Jesús Trindade Peñarol           | Rodrigo Formento Progreso        | -                                                                                       | 10-15 Clausura | AUF        |